# Paroxya hoosieri
Paroxya hoosieri is een rechtvleugelig insect uit de familie veldsprinkhanen (Acrididae). De wetenschappelijke naam van deze soort is voor het eerst geldig gepubliceerd in 1892 door Blatchley.